# Deinocheirus
Deinocheirus („strašná ruka“) byl velký všežravý dinosaurus (teropod) z čeledi Deinocheiridae, který žil v období pozdní křídy (asi před 66,7 milionu let) na území dnešního Mongolska v poušti Gobi (geologické souvrství Nemegt). Jediným zachovaným pozůstatkem tohoto zvláštního teropoda byly po dobu téměř půl století jen jeho obří paže, které měřily kolem 2,5 metru. Paže byly zakončeny mohutnými drápy, dlouhými kolem 30 cm. Záhada tohoto teropoda byla vyřešena až s dalšími objevy na počátku 21. století.

## Historie
Dinosaurus byl objeven polsko-mongolskou expedicí v červenci roku 1965 (objevitelkou byla významná paleobioložka Zofia Kielan-Jaworowska) a původní představa o něm byla jakožto o dravci, který předními končetinami zabíjel a drásal kořist. Jedna nepravděpodobná domněnka v nich spatřuje dokonce prostředek ke šplhání po stromech, tedy formou jakéhosi obřího "lenochoda". Podle jiných odhadů si Deinocheirus pomáhal obřími pařáty při rozhrabování termitišť nebo odlupování kůry stromů. Spíše žil ale v jezerním prostředí a paže mohly sloužit také jako obranná zbraň před útoky velkých tyranosauridních teropodů.

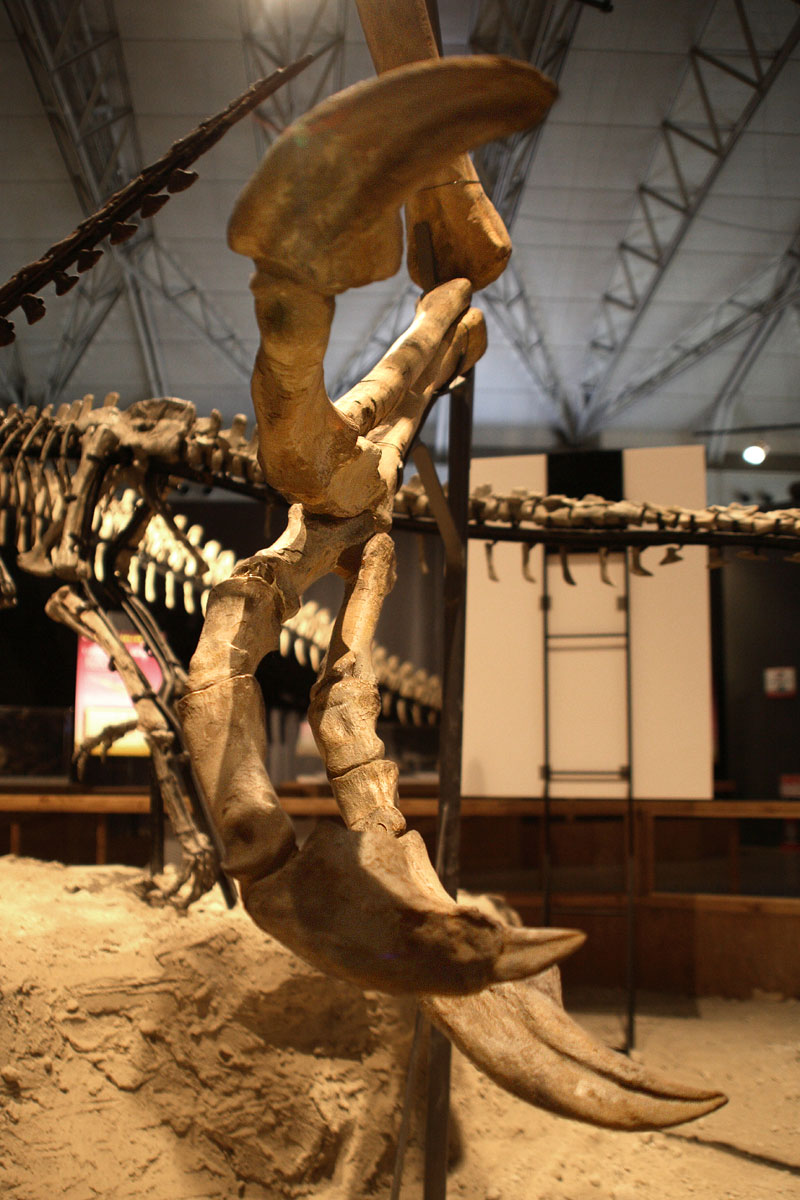
Kostra přední končetiny deinocheira

## Rozměry
Deinocheirus byl co do velikosti podobný rodu Tyrannosaurus rex. Délka největšího objeveného exempláře činí asi 11 až 12 metrů a hmotnost kolem 6,4 až 7,3 tuny. Do výšky pak tento teropod měřil zhruba 5 metrů, což z něj činí možná nejvyššího známého teropoda vůbec. Menší exempláře však mohly dosahovat délky "pouze" kolem 10 metrů a hmotnosti asi 2000 kg. Deinocheirus byl pravděpodobně blízkým příbuzným menších ornitomimosaurů ("pštrosích dinosaurů"), vzhledem k jeho velikosti však vykazoval odlišný ekologický životní styl.
Při hmotnosti v rozmezí 6 až 7 tun představoval druh Deinocheirus mirificus jednoho z pěti největších v současnosti známých teropodních dinosaurů.
Podle vědecké studie, publikované v září roku 2020, činila hmotnost tohoto dinosaura asi 6533 až 7320 kilogramů.

## Osud mršiny deinocheira
Vědecká studie z roku 2012 odhalila osud původního deinocheira, objeveného polsko-mongolskou expedicí o 47 let dříve. Na břišních žebrech (gastráliích) byly objeveny stopy po zubech velkého teropoda, zřejmě tarbosaura. Deinocheirus nejspíš posloužil jako jeho potrava, ale není jisté, zda jej tarbosaurus i zabil. Tento objev také poskytl i vysvětlení pro nezvyklou podobu nálezu, tedy takřka úplné obě přední končetiny a dále jen několik drobných částí a úlomků. Tato až s nepravděpodobností hraničící selektivnost tak dostala vysvětlení v podobě rozsápání mršiny velkým krmícím se tyranosauridem. Výzkum založený na rozboru chemických izotopů v zubech tarbosaura navíc ukázal, že tito velcí dravci se živili širokou škálou kořisti a nebyli příliš vybíraví. Deinocheirové se tedy jejich kořistí mohli stávat náhodně, ale i poměrně často.

Porovnání velikosti nalezených jedinců deinocheira s člověkem

## Nové objevy
V listopadu roku 2013 byl oznámen objev dalších dvou exemplářů (získaných v letech 2006 a 2009), na základě jejichž zkamenělin je nyní znám přibližný tvar těla dinosaura. Jeden exemplář je dokonce větší než holotyp (pažní kost o délce 99,3 cm). V roce 2014 byl oznámen objev lebky a kostí zadních končetin, zcizených předtím překupníky fosílií. Lebka je zakončena kachním zobákem, podobně jako lebky hadrosauridů.

### Česká literatura
- SOCHA, Vladimír (2021). Dinosauři – rekordy a zajímavosti. Nakladatelství Kazda, str. 72.